# Den försenade mannen
Den försenade mannen är ett musikalbum av Dan Hylander, utgivet 16 mars 2011.

## Låtlista
1. Aldrig för sent att bli ung - (Dan Hylander)
2. Riberalta - (Dan Hylander)
3. Se dig om - (Dan Hylander)
4. Allt jag är - (Dan Hylander)
5. Du är inget värd - (Dan Hylander)
6. Vänta på att dö - (Townes van Zandt & Dan Hylander)
7. Stå upp (och bli räknad med) - (Dan Hylander)
8. Imorgon - (Dan Hylander)
9. Förr var det värre än nu - (Dan Hylander)
10. Där kärlek aldrig dör / Låt det gro - (Dan Hylander)
11. Höstsol - (Dan Hylander)

## Dan Hylander & Orkester
- Dan Hylander - Sång, elgitarr, akustisk gitarr, percussion & synthesizer
- Janne Bark - Elgitarr, slide, koklocka & kör
- Bobby Djordjevic - Bas & kör
- Johan Hängsel - Trummor, percussion & kör
- Nilla Nielsen - Sång
- Tomas Pettersson - Klaviatur & kör
- Jannike Stenlund - Fiol, elfiol, cello & kör

## Övriga medverkande musiker
- Svante Karlsson - Kör (7)
- Thomas Karlsson - Kör (1)
- La Banda - Blås (2)